# Amblyopone gnoma
Amblyopone gnoma é uma espécie de formiga do gênero Amblyopone.